# Parábola do Homem Valente

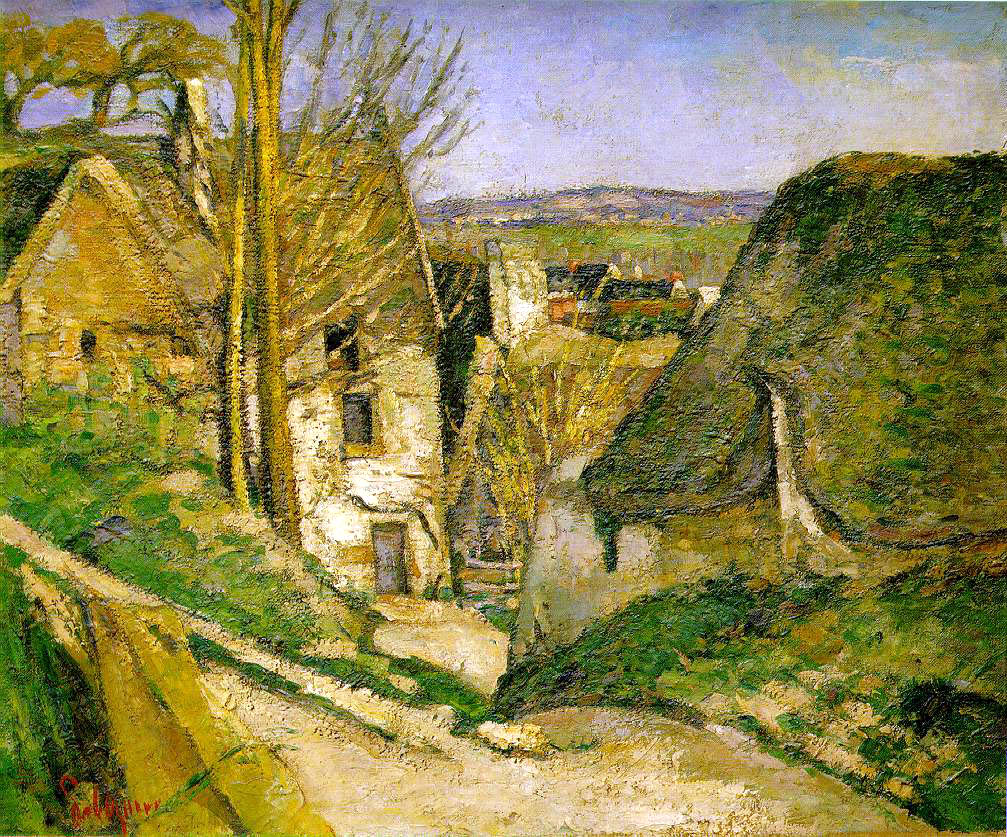
A casa do homem valente, Cezanne, 1873.

A Parábola do Homem Valente (também conhecida como a Parábola do Ladrão ou Parábola do Homem Forte) é uma parábola de Jesus no Novo Testamento, encontrada em Mateus 12:29, Marcos 3:27 e Lucas 11:21–22. Uma versão da parábola também aparece no gnóstico Evangelho de Tomé (35). 

## Narrativa
| “ | «Como pode alguém entrar na casa do valente e roubar-lhe os bens, sem primeiro amarrá-lo? e então lhe saqueará a casa.» (Mateus 12:29) | ” |

| “ | «Pois ninguém pode entrar na casa do valente e roubar-lhe os bens, sem primeiro amarrá-lo; e então lhe saqueará a casa.» (Marcos 3:27) | ” |

| “ | «Quando o homem valente, bem armado, guardar a sua casa, os seus bens estão seguros. Mas quando sobrevier outro mais valente do que ele e o vencer, tira-lhe toda a armadura em que confiava, e reparte os seus despojos.» (Lucas 11:21–22) | ” |

## Interpretação
Nos evangelhos sinóticos, esta parábola faz parte do trecho que trata de Belzebu, no qual os adversários de Jesus acusam-no de ganhar o seu poder de exorcizar os demônios por estar em aliança com Satanás. Interpretada neste contexto, o homem valente representaria Satanás e o atacante seria Jesus. Este, portanto, diz que ele não poderia realizar exorcismos (representado por roubar pertences do homem forte) sem que Satanás tenha tentado impedi-lo e sido derrotado ("amarrá-lo").
Craig S. Keener sugere que a parábola se relaciona com o senso comum de que "ninguém rouba um homem forte" , enquanto R. T. France e outros vêem a parábola como ecoando o Livro de Isaías: 
| “ | «Acaso tirar-se-á a presa ao forte, ou serão libertados os que são legalmente cativos? Mas assim diz Jeová: Certamente os cativos serão tirados ao forte, e a presa do tirano será libertada; porque eu contenderei com o que contende contigo, e salvarei teus filhos.» (Isaías 49:24–25) | ” |

Já se sugeriu que "Belzebu" significaria "casa de Baal" e que a imagem da casa do homem forte seria originalmente um jogo de palavras sobre este assunto.
No apócrifo Evangelho de Tomé, que não tem o contexto da controvérsia Belzebu, a parábola tem sido interpretada como apenas sugerindo que "o planejamento, estratégia, perspicácia e cuidado" são necessários para atingir as metas de cada um.